# Arbeiterpartei (AP)
Die Arbeiterpartei (AP, auch Arbeiter-Partei) war nach dem Zweiten Weltkrieg die erste linkssozialistische Partei Deutschlands. Die Kleinpartei existierte von 1945 bis 1954.
Zentrale Persönlichkeit der Arbeiterpartei war Heinrich Galm, der die Partei im Herbst 1945 in Offenbach gründete. Ziel der Gründung war, die Spaltung der Arbeiterklasse in Hessen und dann in allen vier Besatzungszonen zu überwinden. 1946 gründeten sich auch in anderen hessischen Gemeinden Ortsgruppen der Partei, viele der lokalen Parteigründer waren ehemalige Aktive der Sozialistischen Arbeiterpartei (SAP) und der Kommunistischen Partei-Opposition (KPO). 1947 entstanden in Württemberg-Baden, 1948 auch in Bremen Ortsgruppen. Doch neben den großen Parteien SPD und KPD konnte sich die AP nicht merklich positionieren. Versuche, sich mit programmatisch ähnlichen Kleinparteien zu vereinen, scheiterten. Bereits 1948 geriet die Partei in Folge der Währungsreform in finanzielle Schwierigkeiten, zudem kam es zu innerparteilichen Auseinandersetzungen um den künftigen Kurs. Bescheidene Wahlerfolge gab es nur auf kommunaler Ebene in Offenbach und in kleinen Gemeinden Württemberg-Badens.
Ab 1950 beschränkten sich die Aktivitäten der Partei wieder auf den Raum Offenbach. Die letzten Parteimitglieder wechselten 1954 gemeinsam mit Heinrich Galm zur SPD.